# Medal jubileuszowy „70 lat zwycięstwa nad nazizmem”
Medal jubileuszowy „70 lat zwycięstwa nad nazizmem” (ukr. Ювілейна медаль «70 років Перемоги над нацизмом») – ukraińskie odznaczenie państwowe, ustanowione dla uczczenia 70. rocznicy zwycięstwa nad nazizmem w II wojnie światowej.

## Ustanowienie
Medal został ustanowiony dekretem prezydenta Ukrainy Petra Poroszenki z dnia 29 kwietnia 2015.
9 maja 2015, podczas obchodów Dnia Zwycięstwa, wręczono pierwsze medale weteranom II wojny światowej.

## Zasady nadawania
Zgodnie z regulaminem, uprawnionymi do otrzymania medalu są:
- kombatanci i inwalidzi wojenni, którzy brali udział w działaniach zbrojnych, partyzantce oraz konspiracji przeciwko nazistowskim Niemcom i ich sojusznikom w czasie II wojny światowej, także więźniowie gett i obozów koncentracyjnych

## Opis odznaczenia
Medal wykonany jest z miedzi i ma kształt koła o średnicy 32 mm. Na jego awersie znajduje się herb Ukrainy oraz kijowski pomnik Matki Ojczyzny.